# NGC 4407
NGC 4407 (ook wel NGC 4413) is een balkspiraalstelsel in het sterrenbeeld Maagd. Het hemelobject werd op 17 april 1784 ontdekt door de Duits-Britse astronoom William Herschel.

## Synoniemen
- NGC 4413
- IRAS12239+1253
- UGC 7538
- VCC 912
- MCG 2-32-49
- ZWG 70.76
- PGC 40705